# Trò chơi arcade

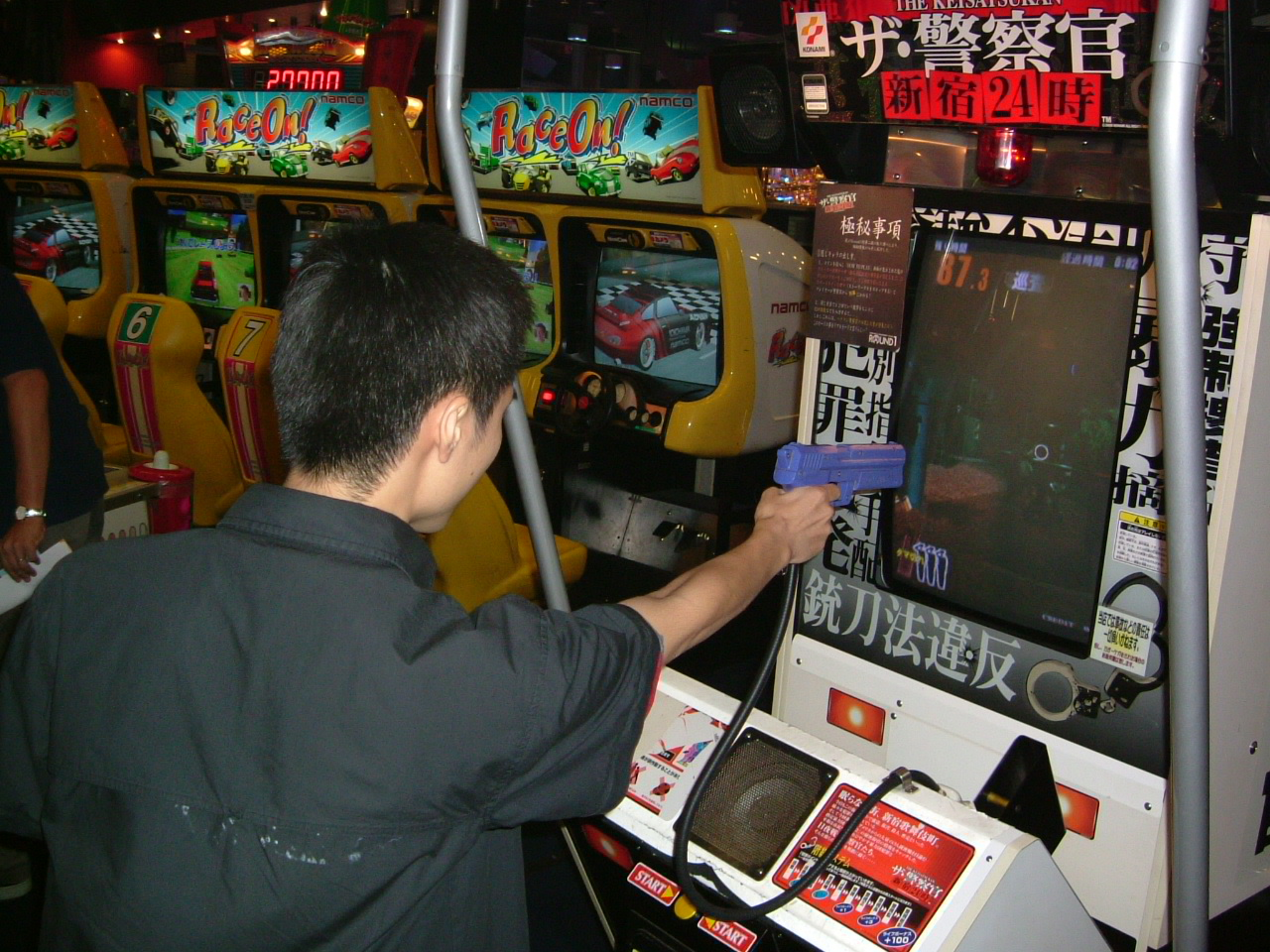
Một người chơi ở Nhật Bản đang chơi Police 911, một trò chơi arcade trong đó người chơi sử dụng súng bắn tia sáng.

Trò chơi arcade (tiếng Anh: arcade game, n.đ. 'coin-op game') là một máy giải trí hoạt động bằng tiền xu thường được cài đặt trong các địa điểm công cộng như nhà hàng, quán bar và khu giải trí. Hầu hết các trò chơi arcade là trò chơi video, máy pinball, trò chơi cơ điện, trò chơi đổi thưởng hoặc qua nhân viên quản lý đơn hàng. Mặc dù ngày chính xác không được xác định, thời kỳ hoàng kim của trò chơi điện tử được cho là vào khoảng cuối những năm 1970 tới giữa những năm 1980.
Không có sự hồi sinh ngắn ngủi vào đầu những năm 1990, ngành công nghiệp arcade sau đó đã suy giảm ở bán cầu Tây khi các máy chơi console gia đình cạnh tranh như Sony PlayStation và Microsoft Xbox tăng khả năng đồ họa và game-play cắt giảm chi phí, thì phía Đông bán cầu vẫn duy trì được một ngành công nghiệp arcade mạnh mẽ.